# 横木安良夫
横木 安良夫（よこぎ あらお、ALAO YOKOGI、1949年 - ）は、日本の写真家・作家。

## 人物
1949年、千葉県市川市生まれ。日本大学豊山高等学校を経て日本大学藝術学部写真学科卒業。篠山紀信のアシスタントを経て、1975年独立。
広告、ファッション、ドキュメンタリー、タレント写真集、などあらゆる方面で活動。1998年ごろからは文筆活動も始め、ノンフィクションや小説も書いている。
撮影はさまざまな撮影テクニックを駆使する。TwilightTwistという懐中電灯でライティングするシリーズが有名
スナップでは「ノーファインダー」撮影を多用する。
2009年10月からテレビ朝日「世界の街道をゆく」（キヤノン提供）の、ムービーとスチールを担当している。
2015年9月からCRP CROSSROAD PROJECTという、Amazon.com の電子書籍Kindleからデジタル写真集レーベルをプロデュースしている。

## 著書
- 1999年 - 写文集「サイゴンの昼さがり」（新潮社）
- 2003年 - 小説「熱を食む、裸の果実」（講談社）
- 2004年 - ノンフィクション「ロバート・キャパ最期の日」(東京書籍）
- 2006年 - 写真集「あの日の彼、あの日の彼女1967-1975」（アスコム）
- 2007年 - 写文集「ベトナムGXトラベラー」（アスコム）
- 2008年 - 文庫「横木安良夫流スナップショット」　（エイ出版社）
- 2009年 - 「Glance of Lens Vol.1 Vladivostok 」ZINE 私家版
- 2009年 - 「Glance of Lens Vol.２Girls in Motion 」ZINE 私家版
- 2015年 - CRP RUSSIA VLADIVOSTOK 2008 Vol.1 Vol.2  amazon Kindle Digital Photo Book (PHOTO CAMP)
- 2016年 - CRP JAPAN TOKYO 1991-2011  amazon Kindle Digital Photo Book (PHOTO CAMP)
- 2016年 - CRP JAPAN 20061Distance to the Horizon  amazon Kindle Digital Photo Book (PHOTO CAMP)
- 2016年 - CRP　White Label  JAPAN 「あの日の彼　あの日の彼女1967-1975」  amazon Kindle Digital Photo Book (PHOTO CAMP)

## 共著
- 1994年 - 野性時代特別編集『矢作俊彦ベトナムレポート』（角川書店）　広告も含めた全写真
- 1995年 - 『火を吹く女』（新潮社）　文　矢作俊彦　　写真　横木安良夫
- 1996年 - 『ポルノグラフィアあるいは廊下の隅の永遠』小学館　矢作俊彦　写真　横木安良夫
- 1996年 - 『16号線ワゴントレイル』（二玄社）矢作俊彦　　写真のみ
- 2001年 - 『ユーウツな楽園』（アミューズ出版）文　田崎健太　写真　横木安良夫
- 2005年 - 『M7.3子供たちの見たもの 阪神大震災』宙出版　写真
- 2008年 - 小説現代別冊 不良読本 講談社 小説『ホテルパシフィック』120枚、『シグマDP1マニアック・マニュアル』（インプレスムック）。

## 写真展
- 1985年12月 - 『DAY BY DAY』12.3-12.9 新宿ニコンサロン モノクロ38点
- 1986年3月 - 『いつか上海』3.27-4.15 東京デザイナーズスペースフォトギャラリー・スタジオエビス モノクロ25点
  - 4月 - 『AMERICAN HEADS』新宿ニコンサロン モノクロ40点
- 1993年4月 - 『TWILIGHT TWIST POLAROID』4.13-5.14 ポラロイドギャラリー ポラロイド809 30点
- 1996年3月  - 『越南女』ハナエモリオープンギャラリー デジタル12点
  - 4月 - 『TWILIGHT TWIST2」ハナエモリオープンギャラリー 12点
  - 5月 - 『10000W NUDE』ポラロイドギャラリー虎ノ門 ポラロイド8x10in 40点
- 1998年10月 - 『風が流れている』ポラロイドギャラリー虎ノ門 ポラロイド・タイプ55 30点
- 2003年3月10日-7月25日 - 『時空越南』全国キヤノンサロン デジタルプリントA0 12点
  - 5月28日-7月21日 - 『サイゴンの昼下がり　94 - 03』東京写真文化館 ラムダクリスタルプリント106点
  - 11月13日-12月25日 - 写真展『北へ、北へForgotten Vietnam』品川キヤノンズタワー デジタルプリントA0 10点、A3ノビ50点
- 2004年9月 - 『ロバート・キャパ最期の土地』デイズ・フォト・ギャラリー デジタルプリント20点
- 2005年7月 - グループ展『Summer Surf Tales』アートフォトサイトギャラリー デジタルプリント4点
- 2006年1月 - 『Teach Your Children 1967 - 1975』アートフォトサイトギャラリー デジタルアーカイバルプリントA3ノビ200点、A1 10点
  - 3月 - 『Teach Your Children 1967 - 1975」京都ギャラリーデジタルアーカイバルプリント A3ノビ200点、A1 10点
  - 5月 - 「Shibuya Now and Then～DaydreamBeliever～』渋谷パルコ ロゴスギャラリー デジタルアーカイバルプリント 8x10in カラー/モノクロ66点
  - 12月1日-13日 - 『TEACH YOUR CHILDREN 1967-1975 あの日の彼　あの日の彼女』渋谷パルコ LOGOS
- 2007年1月19日-3月3日 - 『TEACH YOUR CHILDREN 1967-1975 あの日の彼　あの日の彼女』アートフォトサイトギャラリー名古屋
  - 7月17日-7月30日 - 『GXトラベラー　ベトナム・ニッポン』Gallley Bauhaus
- 2008年5月22日-28日 - 『GLANCE OF LENS～レンズの一瞥～』ポートレートギャラリー カラー/モノクロ60点 デジタルアーカイバルプリント
- 2011年３月　写真展「Glance of Lens 2011」BritzGallery
- 2011年５月　渋谷　グループ展
- 2011年９月　写真展「GLANCE OF LENS 2011〜レンズの一瞥〜」CANON 品川　ギャラリーS　巨大プリント40点
- 2014年10月　写真点「GLANCE OF LENS 2014〜生きている時間〜」CanonGallery  GINZA UMEDA FUKUOKA NAGOYA SENDAI

## レコード・CD
松任谷由実、沢田研二、安全地帯、竹内まりや、木之内みどり、佐藤奈々子、
小林旭、ハイ・ファイ・セット、太田裕美、伊東ゆかり、プリンセス プリンセス、萩原健一、長谷川きよし、
来生たかお、オフコース、小田和正、及川光博、ゼルダ、クールファイブ、
大橋純子、石川セリ、清水健太郎、鈴木雄大、浜田省吾、西城秀樹他

## 広告
- 資生堂
- コーセー化粧品
- 花王
- メイベリン
- アイビー化粧品
- キヤノン
- ミノルタ
- エプソン
- ホンダ
- 講談社
- フォームフィットジャパン
- 富士銀行
- 銀行協会
- マツダ・ユーノス
- ブリヂストンスポーツ
- 国鉄
- JR九州
- JR四国
- JR東日本
- 全日空
- エストネーション
- バーニーズ・ニューヨーク
- JTB
- 帝国ホテル
- JT
- サントリー
- NEC
- デビアス
- カメリアダイヤモンド
- リクルート
- イトキン
- サッポロビール他

## CM
- 1979年 - 西武劇場サロメ CM CMランド 出演 水野さつ子（蜷川有紀） 撮影、演出
- 1979年 - カメリアダイアモンド 出演ジュディ・オング 撮影、演出
- 1980年 - コーセー化粧品 夏キャンペーン（ボナール島） ムービー&スチール撮影
- 1981年 - 明星食品 中華三昧 撮影 演出 岩下俊夫
- 198？年 - 花王 出演秋川リサ - 撮影 岩下俊夫
- 198？年 - 西武プライムCM　演出 早川タケジ 撮影

## 雑誌
カメラ毎日、アサヒカメラ、日本カメラ、ズーム、デジャブ、キャパ、デジタルカメラマガジン、
デジタルフォト、ファットフォト週刊プレイボーイ、月刊プレイボーイ、アパッチ、スコラ、プレイボーイアイズ、
ホットドッグ・プレス、週刊現代、週刊ポスト、週刊文春、サンデー毎日、アエラ、文藝春秋、
ナンバー、少年マガジン、ペントハウス（講談社）、ペントハウス（ぶんか社）、クレア、
フラウ、ウィズ、モア、ハイファッション、装苑、MRハイファッション、流行通信、ラヴィ、
キューティ、家庭画報、美しい着物、婦人画報、ドレスメーキング、モードエモード、週刊大衆、
週刊実話、サンジャック、ヤングレディ、女性自身、女性セブン、ビデオボーイ、デラベッピン、漫画アクション、まぁるまん、
NAVI、エスクァイア、ゲーテ、コマーシャルフォト、フォトテクニック、あまから手帖、サイゾー　
　　

## タレント写真集
越智静香、小野みゆき、加藤あい、木内美穂、黒沢あすか、小松千春、斉藤由貴（短編写真文庫）、櫻井淳子、
沢口靖子（短編写真文庫）、沢田奈緒美、立花理佐、仲谷かおり、林葉直子、細川直美、水島裕子、
松田いちほ、真弓倫子、村上恵梨、矢沢章江、吉沢秋絵、安原麗子、山崎真由美、横山エミー他

## 映画 ・テレビ
- 1984年 - 「アゲイン」　矢作俊彦監督　日活映画アンソロジー(挿入部分の撮影)
- 1984年ごろ - 「サウンドブレイク」（テレビ東京）　演出　狩野喜彦　、矢作俊彦演出でも1本撮っている
- 2009年10月から - テレビ朝日｢世界の街道をゆく」狩野喜彦演出で、ムービーとスチールを担当し現在も放送中

## テレビ出演
- 2002年 - NHK総合 地球に乾杯『アオザイルネサンス～女性達が映し出すベトナム～』
- NHK BS2 - 地球に好奇心『アオザイルネサンス～女性達が映し出すベトナム～』
- 2007年5月 - NHK BS『週刊ブックレビュー』
- 2009年 - BSジャパン キヤノン『写真家たちの日本紀行 益田 風景編、人物編』